# کهچیان
کهچیان (به انگلیسی: Khichian) یک روستا در پاکستان است که در ناحیه فیصل آباد واقع شده‌است.